# 제이미 하이네만
제임스 프랭클린 "제이미" 하이네만(영어: James Franklin "Jamie" Hyneman, 1956년 9월 25일 ~ )은 미국의 특수효과 전문가이자, 디스커버리 채널의 프로그램 《호기심 해결사》의 공동 진행자이다. 또한 그는 M5 인더스트리즈라는 특수 효과 전문 회사의 창립자이다. 또한 그는 《배틀봇》에서 우승한 그의 로봇 블렌도로도 유명하다.
그의 가장 눈에 띄는 인상은, 어떤 실험을 하더라도 결코 더러워지는 일이 없는 흰색 셔츠와 검은 베레모이다. 또한 그의 바다코끼리 모양의 수염, 굵은 목소리는 그의 동료, 특히 애덤 새비지의 농담 거리로 자주 활용된다.
그의 회사에 걸려있는 명판 "죽기 싫으면 치워라"(Clean Up Or Die)는 《호기심 해결사》의 여러 에피소드에서 등장한다. 이는 그의 차분하면서 논리적이며, 사무적인 성격을 대변한다. 이는 애덤의 태도와는 반대된다. 이로 인해 하이네만은 애덤의 가벼운 행동에 대해 화를 내기도 한다. 《호기심 해결사》에서 애덤에게 했던 "생각 하고 행동해 줘. 저지른 다음 생각하지 말고"(Think then Act, don't Act then Think)라는 말은 이미 유명한 인용구가 되었다.
미시간주 마셜에서 태어난 하이네만은, 노어노문학에 학위가 있다. 하지만 그는 상당히 다양한 경력을 가지고 있는데 이에는 스쿠버 다이버, 야생 생존 전문가, 선장, 언어학자, 애완용품 가게 사장, 목장 지기, 기계 기술자, 콘크리트 타설 감독, 요리사 등을 포함한다. 가끔 《호기심 해결사》에서 그가 특수 부대에 있었다든지, 1930년대에 럭비 팀을 코치했다든지, 라틴 아메리카에서 정치범으로 옥살이를 했다는 등의 농담이 등장하기도 한다.
그가 만들어 낸 가장 주목할 만한 기계로는 세븐업 광고에서의 캔을 뱉어내는 자동판매기와 나이키 광고에 쓰인 2륜으로 구동되는 축구화 등을 꼽을 수 있다.